# Teoría de recepción
La teoría de recepción es una versión de respuesta de lector teórica literaria que enfatiza la recepción o la interpretación de cada lector particular en hacer significado de un texto literario. La Teoría de recepción es generalmente referida como recepción de audiencia en el análisis de modelos de comunicaciones. En estudios literarios, la teoría de recepción se origina del trabajo de Hans-Robert Jauss en el antiguo 1960, y la mayoría de su trabajo influyente estuvo producido durante 1970 y recientemente en 1980 en Alemania y los EE. UU. (Fortier 132), con algún trabajo notable hecho en otros países europeos Occidentales. Una forma de teoría de recepción también ha sido aplicada al estudio de historiografía, detallado en historia de Recepción (abajo).
La Sala cultural Stuart ha sido una de las principales propuestas de la teoría de recepción, habiendo desarrollado para medios de comunicación y estudios literarios de comunicación e historia-orientada los enfoques son mencionados encima. Su enfoque, se llamó modelo de codificación/decodificaciòn de la comunicación, es una forma de análisis textual que se enfoca en el alcance de "negociación" y "oposición" por la audiencia. Esto significa que un "texto" — lo es un libro, película, u otro trabajo creativo — no es sencillamente pasivamente aceptado por la audiencia, pero que el espectador/lector interpreta los significados del texto basado en su o su fondo cultural individual y experiencias de vida. En esencia, el significado de un texto no es inherente dentro del el texto, pero está creado dentro de la relación entre el texto y el lector. 
La sala también desarrolló una teoría de codificar y descodificación, la teoría de la sala, el cual centra en los procesos de comunicación en juego en textos que es en forma televisiva. 
La Teoría de recepción desde entonces ha sido extendida a los espectadores de acontecimientos, centrando predominantemente en el teatro. Susan Bennett es a menudo abonada cuando empieza este discurso. La Teoría de recepción también ha sido aplicada a la historia y análisis de paisajes, a través del trabajo del historiador de paisaje John Dixon Hunt, cuando Hunt reconoció que la supervivencia de jardines y paisajes es en gran parte relacionado con su recepción pública.

## General
Una aceptación básica del significado de un texto concreto tiende ocurrir cuándo un grupo de lectores tiene un fondo cultural compartido e interpretan el texto en maneras similares. Probablemente puede ser el patrimonio menos compartido que un lector tiene con el artista, al menos él o ella serán capaces de reconocer el significado que el artista está pretendido  , y si dos lectores tienen muchas experiencias culturales y personales diferentes, su lectura de un texto variará mucho. Umberto Eco acuñó el término descodificación aberrante para describir el caso cuándo la interpretación del lector difiere de qué el artista pretendió.

## Teoría de recepción y arquitectura de paisaje
En literatura, la interacción entre texto y lector ocurre dentro de un marco que controla y limita la interacción, a través de género, tono, estructura, y las condiciones sociales del lector y autor, mientras que en paisajes la interacción ocurre a través de movimiento y vision, enmarcados por tipología en vez de género y tono.  En vez de un “lector implicado,” teoría de recepción de paisajes supone un “visitante implicado,” quién es un concatenación abstracta de respuestas de muchos visitantes en tiempo diferente.
La teoría reconoce que no hay una lectura sola de un paisaje que cumple su potencial entero, y que es importante examinar los motivos de visitantes y los factores que influyen sus visitas (si leyeron "guidebooks" sobre el sitio antes de visitar, o tuvo sentimientos fuertes sobre el sitio o el diseñador, para caso).
Una diferencia clave entre teoría de recepción en literatura y teoría de recepción en arquitectura de paisaje es que mientras las obras literarias son accesibles únicos a la imaginación, los paisajes físicos son accesibles a los sentidos así como a la imaginación.  Aun así, puramente jardines mitológicos (como el Jardín de Eden y los jardines del Hypnerotomachia Poliphili) es únicamente accesible a la imaginación, y a los existentes jardines históricos que forman una tierra media, con su recepción influida por experiencia sensorial así como lecturas de cuentas históricas de visitas a aquellos jardines. 
El análisis teórico de la Recepción de paisajes difiere de escritura típica en la historia y análisis de paisajes, el cual tiende para centrar en las intenciones de los diseñadores, las condiciones que dirigen a la creación del diseño, y el proceso de edificio. La Teoría de recepción también tiende a des-enfatizar generalmente los plazos de descripción como 'formales' y 'pintorescos,' a no ser que aquellos plazos eran conocidos de tener significado a los mismos visitantes de paisaje 

## Historia de recepción
Según Harold Marcuse, la historia de recepción es la historia " de los significados que ha sido imputado a acontecimientos históricos. Localiza las maneras diferentes en qué participantes, observadores, historiadores y otros intérpretes retrospectivos han intentado hacer sentido de acontecimientos tanto cuando desdoblaron y con el tiempo desde entonces, para hacer aquellos acontecimientos significativos para el presente en qué vivieron y vivos."